# Wolf Bucher

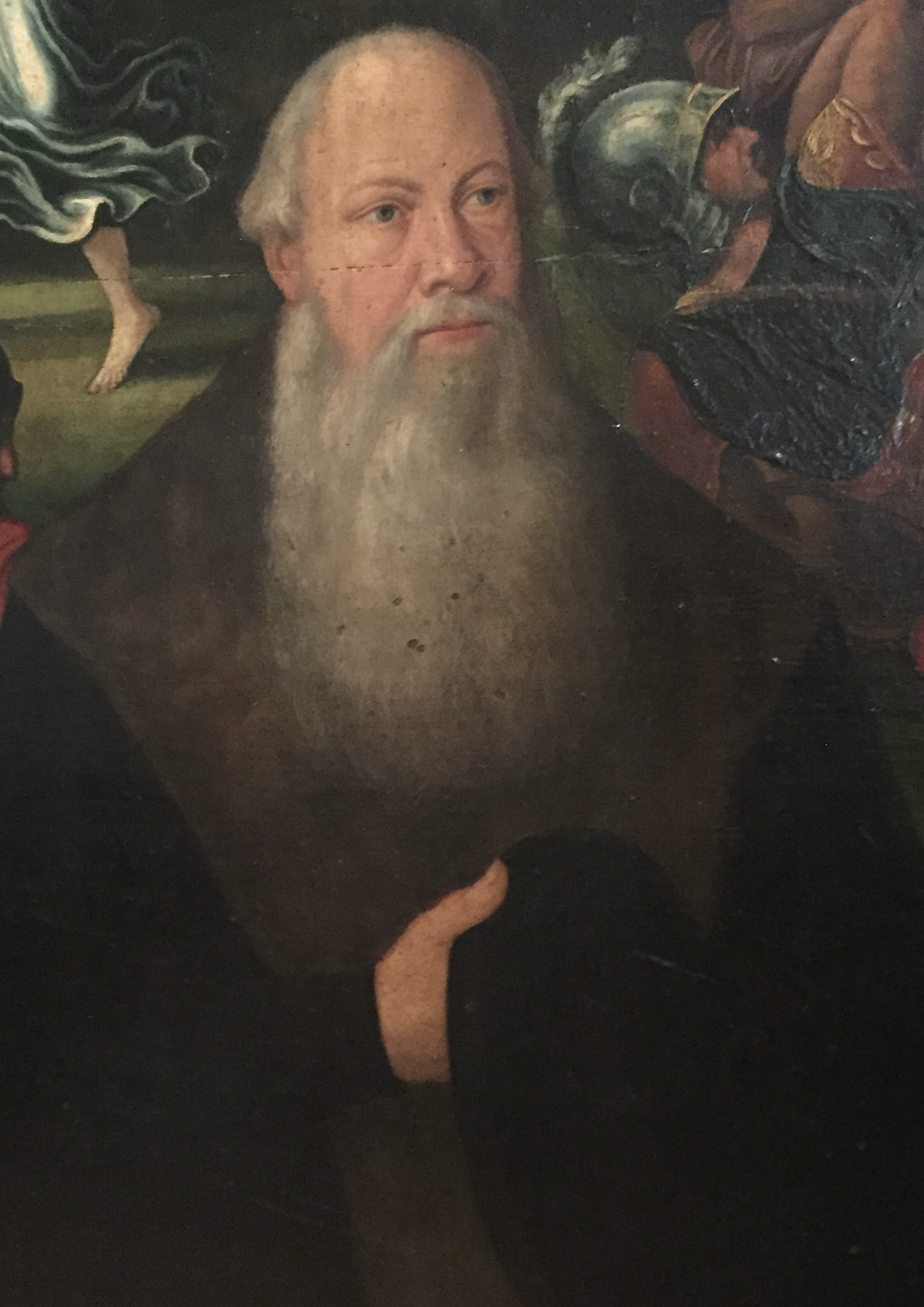
Wolf Bucher, Porträt von Heinrich Peters (Ausschnitt aus dem Eisleber Gemäldeepitaph, um 1558)

Wolf Bucher (* 3. Januar 1497 in Eisleben; † 13. März 1566 ebenda) war ein frühkapitalistischer Großkaufmann und Stadtvogt von Eisleben.

## Leben
Wolf Bucher (zeitweilig auch „Buchner“) war ein Sohn von Moritz (I.) Buchner (1451–1518) aus Eisleben und Regina geb. Müller († 1538) aus Aschersleben. Bucher war seit 1519 zusammen mit seinen Brüdern Lorenz (I.) (1481–1534) und Moritz (II.) (1491–1544) Mitinhaber der Saigerhütte Gräfenthal, die ihr Großvater Heinrich Buchner 1462 gegründet hatte. Die bedeutende Familie frühkapitalistischer Großkaufleute stammte ursprünglich aus Coburg, wo sie seit 1395 belegbar ist (vgl. Buchner (fränkisch-sächsische Familie). Wolf Bucher war mehrfach Stadtvogt von Eisleben und Rat der Grafen von Mansfeld. 1554 wurde er durch Kaiser Karl V. in den erblichen Adelsstand erhoben. 1557 veräußerte er seine Eislebener Bergwerke an die Grafen von Mansfeld.
Martin Luther erwähnte in einem kurz vor seinem Tode verfassten Brief an Philipp Melanchthon vom 6. Februar 1546 Wolf Bucher („den Pvchner“) als schwierigen Verhandlungspartner. Luther war zur Schlichtung eines lange währenden Konflikts innerhalb des Mansfelder Grafenhauses, an dem auch Bucher wesentlichen Anteil hatte, nach Eisleben gerufen worden.
Auf dem Eislebener Kronenfriedhof hat sich das Familiengrab der Bucher aus dem Jahre 1558 erhalten, dessen Rückwand bis zu Beginn des 19. Jahrhunderts mit einem großformatigen Gemäldeepitaph geschmückt war (heute zusammen mit zwei weiteren Epitaphien in Luthers Geburtshaus ausgestellt). Es zeigt – neben Auferstehungsszenen – Wolf Bucher und seine beiden Ehefrauen Margaretha Manfeld (1509–1551) und Magdalena Thümel († 1581) sowie deren Söhne und Töchter.

## Nachkommen
Wolfs Tochter Regina (1542–1563) heiratete 1559 den Leipziger Ratsherrn Georg Roth, der das Fürstenhaus in der Grimmaischen Straße erbauen ließ.
Sein Sohn Hieronymus (1538–1589) leitete zusammen mit Peter (1528–1582), dem Sohn seines Bruders Moritz (1491–1544), ab 1556 das familiäre Saigerhandelsunternehmen.
Sein Sohn Martin (* 1549) war mit Magdalena Dietenheimer (* 1545), der Tochter des Leipziger Seiden- und Spezereihändlers Wolf Dietenheimer, verheiratet und Rittergutsbesitzer auf Untergreißlau. Er erbte nach dem Tod von Anna geb. Badehorn, der Tochter Leonhard Badehorns und Witwe seines Vetters und Leipziger Bürgermeisters Peter Buchner, 1615 das Fürstenhaus, das er aber schon bald wieder veräußerte. In der Forschung wurde er gelegentlich mit seinem Namensvettern (und mutmaßlichen Großcousin) Martin Bucher (1553–1616), dem Stadtrichter und Kirchvater der St.-Annen-Kirche in der Neustadt Eislebens, verwechselt.
Sein Sohn Jacob (1566–1636) heiratete 1592 Barbara Welser, die Tochter des Nürnberger Bürgers und Losungers Hans Welser (1534–1601) und dessen Ehefrau Regina Manlich aus Augsburg. In der Herzog-August-Bibliothek hat sich ein Porträt von ihm erhalten, das sein Schwager Johann Leonhard Beil d. J. in Auftrag gab und mit einer Widmung versehen ließ.

## Darstellungen
- Ingo Držečnik: Neues zur fränkisch-sächsischen Familie Bucher (Buchner). In: Familie und Geschichte, Band XI, 32. Jahrgang, Heft 1–2, Januar–Juni 2024, S. 385–418.
- Martin Litzinger: Das Montanunternehmer- und Saigerhandelsgeschlecht Buchner in Coburg, Eisleben und Leipzig. In: Martin Luther und der Bergbau im Mansfelder Land. Hrsg. von Rosemarie Knape. Eisleben, 2000, S. 93–104.
- Ernst Müller: Die Häusernamen von Alt-Leipzig. (Schriften des Vereins für die Geschichte Leipzigs, 15. Band). Leipzig, 1931, S. 28–29. Online-Ressource. Abgerufen am 17. Juli 2022.
- Ernst Schmiedel: Die Buchner oder Bucher aus Coburg. In: Blätter für fränkische Familienkunde. Nr. 1 (1966), S. 22–24.
- Otfried Wagenbreth: Die Buchners, Hüttenbesitzer und Metallhändler im Thüringer Wald, Mansfeld und Leipzig. In: Familie und Geschichte. Bd. 1, Heft 7 (1998), S. 1–10.